# Dear Jessie
Dear Jessie – piąty singel z płyty Madonny Like a Prayer. Ukazał się tylko w Wielkiej Brytanii, kilku innych europejskich krajach, Japonii i Australii. Na liście przebojów w Wielkiej Brytanii dotarł do 5 miejsca. Sprzedał się w nakładzie 300 000 egzemplarzy w okresie świąt Bożego Narodzenia.

## Piosenka
Utwór został napisany jako kołysanka dla córki Patricka Leonarda – Jessie. W 1999 roku niemiecka piosenkarka Rollergirl z powodzeniem wydała cover piosenki w stylu dance wykorzystując refren utworu Madonny.

## Teledysk
Wideoklip wykonało studio Animation City. Jest on w większości animowany. Sama Madonna w nim nie wystąpiła, gdyż była wówczas zajęta pracą nad filmem Dick Tracy. Pojawia się tu jednak rysunkowa postać dobrej wróżki – Madonny stylizowanej na postać Dzwoneczka z bajki o Piotrusiu Panie. Zabiera ona małą dziewczynkę do krainy dziecięcych marzeń sennych. Teledysk jest ilustracją do słów piosenki; pojawiają się tu różowe słonie, tańczące księżyce, syreny i wiele innych bajkowych postaci.

## Wersje utworu
- Dear Jessie (Album Version) 4:20
- Dear Jessie (Dj Flange Tribal Parade Remix) 7:57
- Dear Jessie (Joyeux Noel Mix 2) 4:35
- Dear Jessie (Joyeux Noel Mix) 4:21
- Dear Jessie (Love Parade '99) 6:07
- Dear Jessie (Saint Ken Short Dance Remix) 4:53
- Dear Lourdes (Fan Rendition) 3:45